# Список терактов ХАМАС
Хронология терактов ХАМАС

## 1980-е
| дата            | место | акция                                      | пострадавшие               | организация                                |
| --------------- | ----- | ------------------------------------------ | -------------------------- | ------------------------------------------ |
| 18 февраля 1989 |       | Похищение и убийство израильского солдата. | 1 погибший (Ави Саспортас) | группа «Святые палестинские бойцы» (ХАМАС) |
| 4 мая 1989      |       | Похищение и убийство израильского солдата. | 1 погибший (Илан Саадон)   | группа «Святые палестинские бойцы» (ХАМАС) |
| Всего           |       |                                            | убитых: 2                  |                                            |

## 1990-е

### 1990—1991 гг.
| дата            | место                  | акция | пострадавшие                                  | организация                             |
| --------------- | ---------------------- | --- | --------------------------------------------- | --------------------------------------- |
| 28 июля 1990    | Тель-Авив              | Взрыв террориста-смертника. | 1 погибший (гражданин Канады Марни Кимельман) | ХАМАС                                   |
| 2 декабря 1990  | Петах-Тиква— Рамат-Ган | При захвате автобуса № 66 Петах-Тиква—Тель-Авив 3 арабскими террористами был заколот Барух Яаков, 3 других израильтян ранены. Террористы были обезврежены водителем и полицейским, уничтожившим одного из убийц. | 1 убит (Барух Яаков), 3 ранены.               | ХАМАС                                   |
| 14 декабря 1990 | Яффо                   | Арабскими террористами были заколоты трое израильских рабочих. Один из убийц был схвачен. | 3 погибших                                    | ХАМАС                                   |
| 11 октября 1991 |                        | Активист ХАМАС направил грузовик в группу израильских солдат, стоящих в ожидании транспорта у обочины. | 2 погибших, 11 ранено                         | ХАМАС                                   |
| декабрь 1991    | сектор Газа            | Боевиками убит израильтянин. | 1 погибший (Дорон Шоршан, житель Кфар-Даром)  | Бригады «Изз ад-Дин аль-Кассам» (ХАМАС) |
| Всего           |                        | | убитых: 8; раненых: 14                        |                                         |

### 1992 год
| дата              | место                  | акция | пострадавшие                    | организация                             |
| ----------------- | ---------------------- | --- | ------------------------------- | --------------------------------------- |
| 17 мая 1992       | сектор Газа            | Боевик застрелил израильтянина. | 1 убит (Давид Коэн)             | Бригады «Изз ад-Дин аль-Кассам» (ХАМАС) |
| 24 мая 1992       | Бат-Ям                 | Активист Хамас, житель Газы, заколол шедшую в школу 15-летнюю Хелену Рапп. Убийца был пойман на месте. | 1 убита (15 лет)                | ХАМАС                                   |
| 27 мая 1992       | Гуш Катиф, сектор Газа | Убит израильтянин. Убийца был пойман на месте. | 1 погибший (раввин Шимон Биран) | Бригады «Изз ад-Дин аль-Кассам» (ХАМАС) |
| 22 июня 1992      | сектор Газа            | Обстрелян полицейский участок, ранены израильские полицейский и гражданин. | 2 ранены                        | «Изз ад-Дин аль-Кассам» (ХАМАС)         |
| 22 (25 июня) 1992 | Гуш Катиф, сектор Газа | Убиты два израильтянина. | 2 убиты                         | «Изз ад-Дин аль-Кассам» (ХАМАС)         |
| 25 июня 1992      |                        | Нападение на семью израильтян по дороге к Иерусалиму. | 2 ранены                        | (ХАМАС)                                 |
| 18 сентября 1992  |                        | Израильский солдат Алон Каравани, путешествующий автостопом, сел в автомобиль, в котором находились боевики «Изз ад-Дин». Он был убит и выброшен из машины.                                                                                             | 1 убит                          | Бригады «Изз ад-Дин аль-Кассам» (ХАМАС) |
| 22 сентября 1992  | Иерусалим              | Застрелен израильский пограничник Авиноам Перец. | 1 убит                          | Бригады «Изз ад-Дин аль-Кассам» (ХАМАС) |
| 20—22 ноября 1992 |                        | 2 террориста, планировавшие совершить теракт в центре Израиля, были обнаружены в районе Ор-Йехуда и после погони были задержаны, а взрывчатка — обезврежена.                                                                                            |                                 | Бригады «Изз ад-Дин аль-Кассам» (ХАМАС) |
| 7 декабря 1992    |                        | Патрульный джип Армии обороны Израиля с солдатами-резервистами был обстрелян из мчавшейся на большой скорости машины. | 3 погибших                      | Бригады «Изз ад-Дин аль-Кассам» (ХАМАС) |
| 13 декабря 1992   | Лод                    | По дороге на службу похищен пограничник Ниссим Толедано. Группа «Изз ад-Дин» выдвинула требование взамен на освобождение Толедано выпустить из тюрьмы шейха Ахмеда Ясина. Ясин освобожден не был. Вскоре тело Толедано нашли в окрестностях Иерусалима. | 1 погибший                      | Бригады «Изз ад-Дин аль-Кассам» (ХАМАС) |
| Всего             |                        | | убитых: 12, раненых: 3          |                                         |

### 1993 год
| дата             | место                             | акция | пострадавшие                     | организация                             |
| ---------------- | --------------------------------- | --- | -------------------------------- | --------------------------------------- |
| 14 апреля 1993   | Мехола                            | Террорист направил автомобиль с взрывчаткой в сторону автобусов с израильскими солдатами, остановившимися у продуктового киоска вблизи поселка Мехола. В результате погиб араб, работавший в киоске, и были ранены семь израильских солдат. | 1 убит, 7 ранены                 | ХАМАС                                   |
| 1 июля 1993      | Иерусалим                         | 2 террориста захватили автобус № 25, а затем — автомобиль, пытаясь скрыться в Бейт-Лехеме. Убиты две женщины. | 2 убиты, 1 ранен                 | ХАМАС                                   |
| 24 сентября 1993 | фруктовый сад близ Раананы        | Игаль Вакнин, житель Димоны, работавший в саду близ Раананы (Басра), был забит до смерти террористами. | 1 погибший                       | Бригады «Изз ад-Дин аль-Кассам» (ХАМАС) |
| сентябрь 1993    | Иерусалим, Газа                   | Силами безопасности был задержан активист ХАМАС, пытавшийся совершить теракт-самоубийство в иерусалимском автобусе 23 маршрута (в непосредственной близости от рынка «Махане Иегуда». Тогда же, в сентябре, осуществлено несколько попыток совершить теракты-самоубийства в секторе Газа… Всего в течение 1993 года были подготовлены девять таких терактов. |                                  | ХАМАС                                   |
| 5 октября 1993   | Бейт Эль                          | «Неудавшийся» теракт-самоубийство: арабский водитель взорвал себя, направив свой автомобиль на израильский пригородный автобус. Четвёртый теракт-самоубийство за последние дни, в которых погибли только террористы, и самый большой по числу пострадавших в них со времени подписания Соглашений в Осло 13 сентября 1993 г..                                | 30 легкораненых                  | ХАМАС                                   |
| 24 октября 1993  | сектор Газа                       | Эхуд Рот и Илан Леви, солдаты ЦАХАЛя, сели за пределами еврейского поселения в машину с израильскими номерами, в которой сидели замаскировавшиеся под израильтян террористы. После короткой борьбы солдаты были застрелены с близкого расстоянияи. | 2 убитых                         | Бригады «Изз ад-Дин аль-Кассам» (ХАМАС) |
| 29 октября 1993  | птицеводческая ферма близ Рамаллы | Хаим Мизрахи, житель Бейт-Эль, был захвачен тремя террористами. Он был убит, а тело его сожжено. | 1 убитый                         | Фатх, ХАМАС                             |
| 7 ноября 1993    | шоссе близ Хеврона                | Эфраим Аюби, житель поселения Кфар-Даром, застрелен возле Хеврона. | 1 или 2 убитых                   | ХАМАС                                   |
| 1 декабря 1993   | около Рамаллы, Самария            | Шалва Осана, 23 года, и Ицхак Вайншток, 19 лет, были застрелены террористами из движущегося транспортного средства, остановившись на обочине дороги из-за поломки двигателя. Вайншток скончался от ран на следующее утро. | 2 убитых                         | ХАМАС                                   |
| 6 декабря 1993   | окрестности Хеврона               | Мордехай Лапид и его сын Шалом Лапид, 19 лет, были застрелены террористами возле Хеврона. | 2 убитых                         | ХАМАС                                   |
| 22 декабря 1993  | окрестности Рамаллы               | Элияху Левин и Меир Менделович, жители Бней-Брака, были убиты в результате обстрела их автомобиля из обгонявшего их автомобиля районе Рамаллы. | 2 убитых                         | ХАМАС                                   |
| 24 декабря 1993  | сектор Газа                       | Лейтенант Меир Минц, командир спецподразделения. Убит террористами в засаде, когда ехал на своем джипе на т-образном перекрестке в секторе Газа. | 1 погибший                       | ХАМАС                                   |
| Всего            |                                   | | убитых: от 15 до 16; раненых: 38 |                                         |

### 1994 год
| дата               | место                    | акция | пострадавшие                                           | организация |
| ------------------ | ------------------------ | --- | ------------------------------------------------------ | ----------- |
| 14 января 1994     | промышленная зона «Эрез» | Григорий Сизый был зарезан террористами в промышленной зоне «Эрез», вблизи сектора Газа.                                                                            | 1 погибший                                             | ХАМАС       |
| 13 февраля 1994    |                          | Боевиками Хамас из засады убит в своей машине офицер службы безопасности Шабак. Двое его коллег, находившиеся с ним в автомобиле, получили ранения средней тяжести. | 1 погибший (Ноам Коэн), 2 ранены                       | ХАМАС       |
| 19 февраля 1994    | транссамарийское шоссе   | Циппора Сассон, жительница Ариэля, бывшая на пятом месяце беременности, была убита на транссамарийском шоссе в результате выстрелов в её машину из засады.          | 1 погибшая                                             | ХАМАС       |
| 6 апреля 1994      | Афула                    | Террорист-смертник направил автомобиль, начинённый взрывчаткой, в автобус, полный пассажиров.                                                                       | 8 погибших                                             | ХАМАС       |
| 7 апреля 1994      |                          | Арабским террористом застрелен израильтянин. Террорист был убит случайным свидетелем.                                                                               | 1 погибший (Ишай Гадасси)                              | ХАМАС       |
| 13 апреля 1994     | Хадера                   | Взрыв террориста-смертника в автобусе на Центральной автобусной станции.                                                                                            | 5 погибших                                             | ХАМАС       |
| 20 мая 1994        | КПП Эрез                 | Боевиками убиты двое военнослужащих Армии обороны Израиля. | 2 погибших                                             | ХАМАС       |
| 19 июля 1994       |                          | Боевиками застрелен офицер Армии обороны Израиля. | 1 погибший (лейтенант Гай Овадиа)                      | ХАМАС       |
| 14 августа 1994    | близ КПП Кисуфим         | Рон Соболь (17), работавший у подрядчика по электрооборудованию, был застрелен из засады. Ещё трое работников были ранены.                                          | 1 убит, 3 ранены רון יוסף סובל ז"ל                     | ХАМАС       |
| 9 октября 1994     | Иерусалим                | Боевиками убиты двое израильтян. | 2 убитых, 14 ранены                                    | ХАМАС       |
| 12—14 октября 1994 |                          | Боевиками ХАМАС похищен и убит капрал Нахшон Ваксман. В ходе неудачной спасательной операции погиб капитан ЦАХАЛа Нир Пораз.                                        | 2 погибших                                             | ХАМАС       |
| 19 октября 1994    | Тель-Авив                | Взрыв террориста-смертника в автобусе маршрута № 5 на улице Дизенгоф.                                                                                               | 22 убиты (в том числе один гражданин Дании), 56 ранены | ХАМАС       |
| 19 ноября 1994     | перекресток Нецарим      | Военнослужащий Гиль Дадон (26) застрелен из проезжавшего автомобиля.                                                                                                | 1 убит                                                 | ХАМАС       |
| 25 декабря 1994    | Иерусалим                | Взрыв террориста-самоубийцы на автобусной остановке. | 13 ранены                                              | ХАМАС       |
| Всего              |                          | | убитых: 48; раненых: 74                                |             |

### 1995 год
| дата            | место                                    | акция                                                                              | пострадавшие                                               | организация                                                                                      |
| --------------- | ---------------------------------------- | ---------------------------------------------------------------------------------- | ---------------------------------------------------------- | ------------------------------------------------------------------------------------------------ |
| 22 января 1995  | перекрёсток Бейт-Лид недалеко от Нетании | Теракт на перекрёстке Бейт-Лид: взрывы один за другим двух террористов-смертников. | 22 погибших (большинство солдаты), 69 ранено (15 — тяжело) | «Исламский джихад» и ХАМАС                                                                       |
| 9 апреля 1995   | недалеко от Кфар-Даром, сектор Газа      | Взрыв мины под автобусом маршрута № 36.                                            | 8 погибших (в том числе гражданин США), 50 ранены          | «Исламский джихад» и ХАМАС                                                                       |
| 19 мая 1995     | Иерусалим                                | Взрыв террориста-смертника в автобусе.                                             |                                                            | ХАМАС                                                                                            |
| 24 июля 1995    | Рамат-Ган                                | Взрыв террориста-смертника в автобусе маршрута № 20.                               | 6 убиты, 31 ранен                                          | «Исламский джихад» / ХАМАС                                                                       |
| 21 августа 1995 | Иерусалим                                | Взрыв террориста-смертника в автобусе маршрута № 26.                               | 4 погибших (в том числе один гражданин США)                | Все палестинские исламские террористические организации взяли на себя ответственность за теракт. |
| Всего           |                                          |                                                                                    | убитых: 40; раненых: 150                                   |                                                                                                  |

### 1996 год
| дата            | место     | акция                                                                                 | пострадавшие                   | организация                  |
| --------------- | --------- | ------------------------------------------------------------------------------------- | ------------------------------ | ---------------------------- |
| 25 февраля 1996 | Иерусалим | Взрыв террористов-смертников в автобусе маршрута № 18 около Центрального автовокзала. | 26 убиты, 80 ранены            | ХАМАС                        |
| 25 февраля 1996 | Ашкелон   | Взрыв террориста-смертника на автобусной остановке.                                   | 1 убит                         | ХАМАС                        |
| 3 марта 1996    | Иерусалим | Взрыв террористов-смертников в автобусе маршрута № 18 на улице Яффо.                  | 19 убиты, 6 ранены             | ХАМАС                        |
| 4 марта 1996    | Тель-Авив | Взрыв террориста-смертника в торговом центре им. Дизенгофа во время праздника Пурим.  | 13 убиты, более 125 ранено     | «Исламский джихад» или ХАМАС |
| 21 марта 1996   | Тель-Авив | Взрыв террориста-смертника в кафе.                                                    | 3 убиты, 48 ранено             | ХАМАС                        |
| Всего           |           |                                                                                       | убитых: 62; раненых: более 259 |                              |

### 1997—1999 гг.
| дата            | место            | акция                                                                                      | пострадавшие                 | организация |
| --------------- | ---------------- | ------------------------------------------------------------------------------------------ | ---------------------------- | ----------- |
| 21 марта 1997   | Тель-Авив        | Взрыв террориста-смертника в кафе «Апропо».                                                | 3 погибших, 48 ранено        | ХАМАС       |
| 30 июля 1997    | Иерусалим        | Два последовательных взрыва террористов-смертников на иерусалимском рынке «Махане Иегуда». | 16 убиты, 178 ранено         | ХАМАС       |
| 4 сентября 1997 | Иерусалим        | Три последовательных взрыва террористов-смертников на улице Бен-Иехуда.                    | 8 убиты, до 181 ранено       | ХАМАС       |
| 20 августа 1998 | еврейский Хеврон | Убит раввин Элияху Шломо Раанан (63).                                                      | 1 погиб                      | ХАМАС       |
| 19 октября 1998 | Беер-Шева        | В толпу на центральной автобусной станции брошены гранаты.                                 | 59 человек ранены            | ХАМАС       |
| 5 сентября 1999 | Тверия           | Взрыв террориста-смертника в автобусе маршрута № 960.                                      | погибших нет                 | ХАМАС       |
| Всего           |                  |                                                                                            | убитых: 28 ; раненых: до 466 |             |

## 2000-е

### 2000—2001 гг.
| дата            | место                                    | акция | пострадавшие | организация                                                                                             |
| --------------- | ---------------------------------------- | --- | --- | --- |
| 22 декабря 2000 | перекрёсток Мехола, Иорданская долина    | Взрыв террориста-смертника. | погибших нет | ХАМАС                                                                                                   |
| 1 января 2001   | Нетания                                  | Взрыв террориста-смертника на автобусной остановке возле торгового центра. | 60 человек ранено | ХАМАС                                                                                                   |
| 14 февраля 2001 | перекрёсток Азур                         | В 8 утра автобус под управлением террориста из Газы, имевшего право на работу водителем в Израиле, врезался в крупную автобусную остановку, полную в это время людей, ожидавших автобусов в южном и восточном направлениях. Несмотря на то, что ХАМАС принял на себя ответственность за теракт, Арафат отказался его признать, называя его «дорожным происшествием». Президент Буш осудил теракт и выразил соболезнование родственникам пострадавших и всем жителям Израиля. | 8 человек убиты, 25 ранены, несколько — критически.                                                                      | ХАМАС                                                                                                   |
| 1 марта 2001    | перекрёсток Mei Ami (Вади-Ара)           | Террорист привёл в действие взрывное устройство с помощью мобильного телефона в маршрутном такси Тель-Авив — Тверия. | 1 человек убит (Claude Knap (29) (), 9 ранены                                                                            | ХАМАС                                                                                                   |
| 4 марта 2001    | Нетания                                  | Взрыв террориста-смертника. | 3 погибших, 90 ранено | ХАМАС                                                                                                   |
| 27 марта 2001   | Иерусалим                                | Взрыв террориста-смертника в автобусе маршрута № 6. | 28 человек ранено | ХАМАС                                                                                                   |
| 28 марта 2001   | Кфар-Саба                                | Взрыв террориста-смертника в толпе туристов-школьников на заправочной станции Мифгаш Шалом. | 2 погибших (подростки), 4 ранено                                                                                         | ХАМАС                                                                                                   |
| 21 апреля 2001  | Кфар-Саба                                | Взрыв террориста-смертника на автобусной остановке. | 1 погибший, 60 ранено | «Исламский джихад» и ХАМАС                                                                              |
| 29 апреля 2001  | неподалёку от Шхема                      | Взрыв террористом-смертником заминированного автомобиля рядом с автобусом со школьниками. | по счастливой случайности никто не пострадал                                                                             | ХАМАС                                                                                                   |
| 18 мая 2001     | Нетания                                  | Взрыв террориста-смертника на входе в торговый центр «Ха-Шарон». | 5 погибших, более 100 ранено                                                                                             | ХАМАС                                                                                                   |
| 25 мая 2001     | Хадера                                   | Взрыв террористами-смертниками заминированного автомобиля около Центральной автобусной станции. | 65 человек ранено | «Исламский джихад» и ХАМАС                                                                              |
| 1 июня 2001     | Тель-Авив                                | Взрыв террориста-смертника в толпе подростков в дискотеке «Дольфи». | 21 погибший, 120 ранено; большая часть — дети в возрасте от 14 до 17 лет, в основном выходцы из бывшего Советского Союза | ХАМАС (Исламский джихад также принимал ответственность)                                                 |
| 22 июня 2001    | возле поселения Дугит, сектор Газа       | Взрыв мины под армейским автомобилем. | 2 погибших | ХАМАС                                                                                                   |
| 30 июня 2001    | Иерусалим                                | Взрывное устройство в канистре из-под пива обезврежено в супермаркете. | нет пострадавших | ХАМАС                                                                                                   |
| 9 июля 2001     | пограничный переход Кисуфим              | Попытка теракта-самоубийства, террорист уничтожен. | в результате «преждевременного» взрыва пострадавших не было                                                              | ХАМАС                                                                                                   |
| 16 июля 2001    | Биньямина                                | Взрыв на ЖД станции . | 2 убитых, 11 ранены, 3 серьёзно                                                                                          | «Исламский джихад» / ХАМАС                                                                              |
| 1 августа 2001  | Иерусалим                                | Взрыв самодельного взрывного устройства на автостоянке отеля Кинг-Давид. | нет пострадавших | ХАМАС                                                                                                   |
| 9 августа 2001  | Иерусалим                                | Взрыв террориста-смертника в пиццерии «Сбарро» на улице Кинг Джордж. | 15 погибших (в том числе 7 детей)                                                                                        | «Исламский джихад» и ХАМАС                                                                              |
| 4 сентября 2001 | Иерусалим                                | Взрыв террориста-смертника на углу улиц Невиим и Штраус неподалёку от больницы «Бикур Холим». Террорист был переодет в ортодоксального еврея с приклеенной бородой и пейсами. Он взорвал себя в тот момент, когда полицейские остановили его для проверки документов. | 20 человек ранено (в том числе двое полицейских, состояние одного из них критическое)                                    | ХАМАС                                                                                                   |
| 9 сентября 2001 | Нагария                                  | Взрыв террориста-смертника на вокзале. | 3 погибших, около 90 ранено                                                                                              | ХАМАС (араб-израильтянин)                                                                               |
| 9 сентября 2001 | перекрёсток Бейт-Лид недалеко от Нетании | Взрыв заминированного автомобиля на автобусной остановке. | 17 человек ранено | ХАМАС или «Исламский джихад»                                                                            |
| 7 октября 2001  | КПП Эрез, сектор Газа                    | Взрыв террориста-смертника. | погибших нет | ХАМАС                                                                                                   |
| 26 ноября 2001  | КПП Эрез, сектор Газа                    | Взрыв террориста-смертника. | 1 человек ранен | ХАМАС                                                                                                   |
| 28 ноября 2001  | Гуш Катиф, сектор Газа                   | Нападение на израильский автобус. Боевик бросил в автобус несколько ручных гранат, а затем открыл огонь из автомата. Террорист был застрелен израильскими солдатами. | погибла одна женщина, 2 мужчин и двухлетний ребёнок получили ранения                                                     | Бригады «Изз ад-Дин аль-Кассам» (ХАМАС)                                                                 |
| 29 ноября 2001  | перекрёсток Вади Ара                     | Взрыв террориста-смертника в автобусе маршрута № 823 неподалёку от города Хадера. | 3 погибших, 9 ранено | «Исламский джихад», Бригады мучеников Аль-Аксы (ФАТХ) и ХАМАС заявили, что террорист является их членом |
| 1 декабря 2001  | Иерусалим                                | Взрывы двух террористов-смертников на исходе субботы в 23:30 на пешеходной улице Бен-Иехуда и через 20 минут взрыв заминированного автомобиля на улице Рав Кук. Автомобиль взорвался, когда работники специальной службы намеревались отбуксировать его на стоянку, поскольку он был припаркован в неположенном месте. | 12 погибших, более 180 ранено (17 в критическом состоянии)                                                               | ХАМАС / «Исламский джихад»                                                                              |
| 2 декабря 2001  | Хайфа                                    | Взрыв террориста-смертника в автобусе маршрута № 16, ещё один автобус получил повреждения от взрывной волны. | 15 погибших, более 60 ранено (состояние 15 из них критическое)                                                           | ХАМАС и «Исламский джихад»                                                                              |
| 12 декабря 2001 | Неве-Дкалим, сектор Газа                 | Взрывы двух террористов-смертников неподалёку от поселения Неве-Дкалим. | 4 человека ранено | ХАМАС                                                                                                   |
| 12 декабря 2001 | Иммануэль, Самария                       | Взрыв мины и обстрел из противотанкового и стрелкового оружия автобуса № 189 кооператива Дан и израильских автомобилей на въезде в поселение. | 11 убиты, 30 ранены | ХАМАС / ФАТХ                                                                                            |

### 2002 год
| дата             | место                           | акция | пострадавшие                                                   | организация |
| ---------------- | ------------------------------- | --- | -------------------------------------------------------------- | --- |
| 27 января 2002   | Иерусалим                       | Взрыв террористки-смертницы (первая женщина-смертница) с 10-килограммовым зарядом начинённой шурупами взрывчатки на улице Яффо. | 1 человек погиб, более 150 ранено                              | Бригады мучеников Аль-Аксы (ФАТХ) или ХАМАС |
| 31 января 2002   | Тайбе                           | Взрыв террориста-смертника. | погибших нет                                                   | ХАМАС |
| 27 февраля 2002  | КПП Макабим                     | Взрыв террориста-смертника на КПП на трассе Модиин-Иерусалим. | 3 полицейских ранены                                           | ХАМАС |
| 9 марта 2002     | Иерусалим                       | Взрыв террориста-смертника в кафе «Момент» на углу улиц Аза и Бен-Маймон. | 11 убиты, 54 ранены (из них 11 — тяжело)                       | ХАМАС |
| 17 марта 2002    | Иерусалим                       | Взрыв террориста-смертника в автобусе маршрута № 22. | 25 человек ранены                                              | ХАМАС |
| 27 марта 2002    | Нетания                         | Взрыв террориста-смертника в отеле «Парк» во время пасхального седера. | 30 погибших, 140 ранено                                        | ХАМАС, «Исламский джихад» и «Бригады мучеников Аль-Аксы» (ФАТХ)                                                                                                  |
| 31 марта 2002    | Хайфа                           | Взрыв террориста-смертника в арабском ресторане «Маца». | 16 погибших, 40 ранено                                         | ХАМАС |
| 31 марта 2002    | Эфрат, Иудея                    | Взрыв террориста-смертника на входе станции неотложной помощи. | санитар скорой помощи тяжело ранен                             | ХАМАС |
| 10 апреля 2002   | перекрёсток Ягур, Хайфа         | Взрыв террориста-смертника в автобусе маршрута № 960. | 8 погибших, 22 ранено                                          | ХАМАС / «Исламский джихад» |
| 27 апреля 2002   | Адора                           | Террористы, одетые в форму АОИ, проникли сквозь заграждение в жилые дома поселения, убивая их жителей. Катрина Гринберг убита в своей спальне , 5-летняя Даниэль Шефи — в спальне родителей, Арик Бекер и Яаков Кац — в перестрелке с террористами. | 4 убиты 7 ранены                                               | ХАМАС |
| 7 мая 2002       | Ришон ле-Цион                   | Взрыв террориста-смертника в бильярдном клубе. | 16 погибших, более 60 ранено (20 — в критическом состоянии)    | ХАМАС и «Исламский джихад» |
| 19 мая 2002      | Нетания                         | Взрыв террориста-смертника, одетого в форму израильского солдата, на городском рынке. | 3 погибших, 59 ранено (10 серьёзно)                            | НФОП и ХАМАС |
| 20 мая 2002      | окрестности Афулы               | Взрыв террориста-смертника на автобусной остановке неподалёку от города Афула. Взрыв произошёл в тот момент, когда полицейский, заподозрив неладное, стал приближаться к террористу. | никто не пострадал                                             | ХАМАС |
| 22 мая 2002      | Ришон Ле-Цион                   | Взрыв террориста-смертника на бульваре Ротшильда. | 2 погибших, около 40 ранено (4 тяжело, среди них — двое детей) | Бригады мучеников Аль-Аксы (ФАТХ) / ХАМАС |
| 23 мая 2002      | «Пи Глилот», северный Тель-Авив | Взрыв фугаса, заложенного в бензовоз, возле нефтегазохранилища «Пи Глилот» на въезде в Тель-Авив. Взрывное устройство в автоцистерну, парковавшуюся на стоянке в Холоне, террористы подложили ночью перед этим. По счастью, сгорел только бензовоз. Если бы террористам удалось взорвать его на территории хранилища, то тель-авивский район Рамат-Авив был бы уничтожен практически полностью. | незначительно пострадал водитель                               | ХАМАС |
| 8 июня 2002      | Кармей Цур                      | Террористы проникли в поселение. | 3 убиты 5 ранены                                               | ХАМАС |
| 11 июня 2002     | Герцлия                         | Взрыв террориста-смертника в закусочной на улице Соколова. | 1 погибшая (14-летняя девочка), 15 человек ранено              | ХАМАС |
| 18 июня 2002     | Иерусалим                       | Взрыв террориста-смертника в автобусе в автобусе маршрута № 32-А на перекрёстке Патт. | 19 погибших, 74 ранено                                         | ХАМАС |
| 16 июля 2002     | недалеко от Иммануэль, Самария  | Атака боевиков на автобус неподалёку от поселения Эммануэль. Сначала террористы, переодетые в израильскую военную форму, взорвали мину перед автобусом, потом открыли по нему огонь из автоматов. | 9 погибших, 20 ранено                                          | 4 террористические организации взяли на себя ответственность за данный теракт. Однако расследование показало что он был осуществлён исламской группировкой ХАМАС |
| 17 июля 2002     | Тель-Авив                       | Взрывы двух террористов-смертников на улице Неве Шаанан (Южный Тель-Авив). | 5 погибших, более 40 ранено                                    | ХАМАС или «Исламский джихад» |
| 30 июля 2002     | Иерусалим                       | Взрыв террориста-смертника в закусочной на улице ха-Невиим. | 5 человек ранено                                               | ХАМАС |
| 31 июля 2002     | Иерусалим                       | Взрыв террориста-смертника в студенческом кафетерии «Франк Синатра» (Еврейский университет). | 9 погибших (включая граждан Франции и США), 85 ранено          | ХАМАС (араб-израильтянин) |
| 4 августа 2002   | перекрёсток Мерон (Цфат)        | Взрыв террориста-смертника в автобусе маршрута № 361. | 9 погибших, около 50 ранено                                    | ХАМАС (араб-израильтянин) |
| 19 сентября 2002 | Тель-Авив                       | Взрыв террориста-смертника в автобусе маршрута № 4 на улице Алленби рядом с Главной синагогой. | 6 погибших, более 70 ранено                                    | ХАМАС |
| 10 октября 2002  | перекрёсток Бар-Илан            | Взрыв террориста-смертника рядом с автобусом на автобусной остановке возле Университета Бар-Илан. | 1 погибшая, около 30 ранено                                    | ХАМАС |
| 27 октября 2002  | Ариэль, Самария                 | Взрыв террориста-смертника на заправке у въезда в город Ариэль. Взрыв произошёл в момент, когда, увидев пояс смертника на террористе, солдаты и офицер бросились на него. | 3 военнослужащих погибли, около 20 человек ранено              | ХАМАС |
| 21 ноября 2002   | Иерусалим                       | Взрыв террориста-смертника в автобусе маршрута № 20 на улице Мексико (район Кирьят Менахем). Автобус был полон школьниками, возвращавшимися с учёбы. | 17 погибших, около 50 ранено (в основном школьники)            | ХАМАС |

### 2003 год
| дата            | место                      | акция | пострадавшие                          | организация                                                                         |
| --------------- | -------------------------- | --- | ------------------------------------- | ----------------------------------------------------------------------------------- |
| 5 марта 2003    | Хайфа                      | Взрыв террориста-смертника в автобусе маршрута № 37 на улице Мориа (район Кармелия)                                | 17 погибших, 53 ранено                | Хамас                                                                               |
| 7 марта 2003    | Кирьят-Арба                | Террорист ворвался в дом и расстрелял жильцов.                                                                     | 2 погибших (семейная пара), 9 раненых | ХАМАС                                                                               |
| 30 апреля 2003  | Тель-Авив                  | Взрыв террориста-смертника в баре «Mike’s Place» на набережной.                                                    | 3 погибших, около 60 ранено           | ХАМАС (боевики — британские граждане пакистанского происхождения) и «Танзим» (ФАТХ) |
| 17 мая 2003     | Хеврон, Иудея              | Взрыв террориста-смертника на площади им. Гросса.                                                                  | 2 погибших (семейная пара)            | ХАМАС                                                                               |
| 18 мая 2003     | Иерусалим                  | Взрыв террориста-смертника в автобусе маршрута № 6 в районе Гива Царфатит.                                         | 8 погибших, около 20 ранено           | ХАМАС                                                                               |
| 19 мая 2003     | Афула                      | Взрыв террориста-смертника на входе в торговый центр «Амаким».                                                     | 3 погибших, около 70 ранено           | ХАМАС или «Исламский джихад» и Бригады мучеников Аль-Аксы (ФАТХ)                    |
| 19 мая 2003     | сектор Газа                | Взрыв террориста-смертника с заминированным мотоциклом возле патрульного джипа неподалёку от поселения Кфар-Даром. | 3 солдата ранено                      | ХАМАСс                                                                              |
| 22 мая 2003     | возле Нецарим, сектор Газа | Взрыв мины под автобусом неподалёку от поселения Нецарим.                                                          | 9 человек ранено                      | ХАМАС[уточнить]                                                                     |
| 11 июня 2003    | Иерусалим                  | Взрыв террориста-смертника в автобусе маршрута № 14-A на улице Яффо.                                               | 17 погибших, более 100 ранено         | ХАМАС                                                                               |
| 12 августа 2003 | Ариэль, Самария            | Взрыв террориста-смертника (подростка) на автобусной остановке.                                                    | 2 погибших, 3 ранено                  | ХАМАС                                                                               |
| 19 августа 2003 | Иерусалим                  | Взрыв террориста-смертника в автобусе маршрута № 2, улица Шмуэль ха-Нави.                                          | 23 погибших, более 130 ранено         | ХАМАС / «Исламский джихад»                                                          |
| 9 сентября 2003 | перекрёсток Црифин         | Взрыв террориста-смертника на автобусной остановке около военной базы Црифин рядом с больницей Асаф А-Рофе.        | 9 солдат погибли, 30 человек ранено   | ХАМАС                                                                               |
| 9 сентября 2003 | Иерусалим                  | Взрыв террориста-смертника в кафе «Гилель».                                                                        | 7 убиты, около 70 ранены              | ХАМАС                                                                               |

### 2004 год
| дата            | место                 | акция | пострадавшие                                                   | организация                                                   |
| --------------- | --------------------- | --- | -------------------------------------------------------------- | ------------------------------------------------------------- |
| 14 января 2004  | КПП Эрез, сектор Газа | Взрыв террористки-смертницы. | 4 погибших                                                     | ХАМАС и Бригады мучеников Аль-Аксы (ФАТХ)                     |
| 29 января 2004  | Иерусалим             | Взрыв террориста-смертника в автобусе маршрута № 19 на углу улиц Газа и Арлозоров. | 11 погибших, более 50 ранено, из них 13 — тяжело               | Бригады мучеников Аль-Аксы (ФАТХ) / ХАМАС                     |
| 6 марта 2004    | КПП Эрез, сектор Газа | Террористическая атака с использованием стрелкового оружия и заминированного джипа, закамуфлированного под израильский военный. Джип взорвался, не доехав до израильской стороны КПП. Все четверо боевиков уничтожены в результате ответного огня израильских солдат. | 2 палестинских полицейских погибло                             | ХАМАС, Бригады мучеников Аль-Аксы (ФАТХ) и «Исламский джихад» |
| 14 марта 2004   | Ашдод                 | Взрывы двух террористов-смертников в порту. | 10 погибших, 16 ранено                                         | ХАМАС и Бригады мучеников Аль-Аксы (ФАТХ)                     |
| 17 апреля 2004  | КПП Эрез, сектор Газа | Взрыв террориста-смертника. | 1 погибший, 3 ранено                                           | ХАМАС и Бригады мучеников Аль-Аксы (ФАТХ)                     |
| 31 августа 2004 | Беер-Шева             | Террористы-смертники взорвали два пассажирских автобуса № 7 и 12 на бульваре Рагера в центре города. | погибло 16 человек, в том числе трёхлетний мальчик, ранено 100 | ХАМАС                                                         |
| 7 декабря 2004  | КПП Карни             | Ст. сержант Надав Кудински и его собака погибли при взрыве мины-ловушки. 4 солдат были ранены при его эвакуации. | 1 погибший, 4 ранены                                           | ХАМАС                                                         |

### 2005 год
| дата             | место                  | акция | пострадавшие                                         | организация                                                                 |
| ---------------- | ---------------------- | --- | ---------------------------------------------------- | --------------------------------------------------------------------------- |
| 13 января 2005   | КПП Карни, сектор Газа | Террористическая атака. Трое боевиков в 23.00, используя поддельные документы, проникли на палестинскую сторону КПП. С помощью мощного фугаса была взорвана стена, разделяющая палестинскую и израильскую стороны КПП. Боевики ворвались на израильскую сторону и начали расстреливать находившихся там работников КПП. После длительной перестрелки гражданские охранники КПП застрелили их. | 6 погибших, более 10 ранено                          | ХАМАС, Бригады мучеников Аль-Аксы (ФАТХ) и Комитеты народного сопротивления |
| 18 января 2005   | перекрёсток Гуш-Катиф  | Взрыв террориста-смертника. | 1 погибший, 7 ранены                                 | ХАМАС                                                                       |
| 28 августа 2005  | Беэр-Шева              | Взрыв террориста-смертника на Центральной автобусной станции. | около 50 раненых, из них двое в тяжелейшем состоянии | «Исламский джихад» / ХАМАС                                                  |
| 21 сентября 2005 |                        | Сассон Нуриэль (55) из Иерусалима был захвачен и убит; его тело найдено в промзоне Бетуния близ Рамаллы. | 1 погибший                                           | ХАМАС                                                                       |

### 2006—2007 гг.
| дата             | место     | акция | пострадавшие | организация                                   |
| ---------------- | --------- | --- | ------------ | --------------------------------------------- |
| 12 сентября 2006 |           | Резервист бедуин погиб в результате снайперского огня «при проведении антитеррористической операции АОИ в Газе в районе КПП Киссуфим».             | 1 убит       | ХАМАС, Комитеты народного сопротивления (КНС) |
| 19 марта 2007    | КПП Карни | Коби Охайон (42), работник Электрической компании, был ранен в результате обстрела во время проведения ремонтных работ на израильской стороне КПП. | 1 ранен      | ХАМАС                                         |
| 21 августа 2007  |           | Массовый миномётный обстрел израильской территории на границе с сектором Газа.                                                                     |              | ХАМАС                                         |

### 2008 год
| дата                       | место                | акция | пострадавшие                  | организация                                   |
| -------------------------- | -------------------- | --- | ----------------------------- | --------------------------------------------- |
| 15—18 января 2008          |                      | 170 ракет и 83 миномётных снаряда запущены из сектора Газа по израильской территории в Негеве. |                               | ХАМАС                                         |
| 4 февраля 2008             | Димона               | Два взрыва террористов-смертников в городском торговом центре. Убита Любовь Раздольская (73), её муж получил тяжелейшие ранения. | 1 убита, 23 — ранены          | ХАМАС                                         |
| 8 февраля 2008             | Ашкелон              | Обстрел электростанции, поставляющей электроэнергию, в том числе и в сектор Газа. |                               | ХАМАС                                         |
| 27 февраля 2008            | Сдерот, Ашкелон      | Не менее 45 ракет «касам» были выпущены палестинскими террористами с севера сектора Газы по израильской территории. Наибольший ущерб понес Сдерот: в результате одного из обстрелов погиб учащийся колледжа «Сапир» Рони Ихия (47), несколько человек были ранены.                            | 1 убит, несколько — ранены    | ХАМАС                                         |
| 29 февраля 2008            | Бейт-Ханун, Газа     | 3-летняя арабская девочка была убита в результате «неудачного» запуска ракеты в сторону израильской территории. | 1 убита                       | ХАМАС                                         |
| 9 мая 2008                 | Кфар-Аза             | Террористы обстреляли территорию Израиля. Два миномётных заряда разорвались на территории кибуца Кфар-Аза, входящего в местный совет Шаар а-Негев. Один разорвался возле жилого дома, второй возле клуба. Джимми Кдушим (48) позже скончался от полученных ран. Были ранены ещё три человека. | 1 убит, 3 — ранены            | ХАМАС                                         |
| 12 мая 2008                | мошав Йеша, КПП Эрез | Террористы обстреляли территорию Израиля. Погибла Шули Кац (69) — вдова, мать четверых детей и бабушка пяти внуков. Также был ранен араб на территории Газы близ КПП Эрез. | 1 убита, 1 — ранен            | ХАМАС                                         |
| 5 июня 2008                | кибуц Нирим          | Взрыв 120-мм миномётного снаряда на территории одного из предприятий в ходе обстрела территории местного совета Эшколь. Погиб Амнон Розенберг (51). | 1 погиб, 4 — ранены           | ХАМАС                                         |
| 16 июня 2008               |                      | Массовый обстрел территории Израиля, 1 человек ранен в результате взрыва ракеты «град» воле городского рынка в Ашкелоне. | 1 ранен                       | ХАМАС                                         |
| декабрь 2008 — январь 2009 |                      | Массовые обстрелы территории Израиля стали причиной проведения операции «Литой свинец». | 3 погибших, около 20 — ранены | ХАМАС и др. террористические организации Газа |

## 2010-е

### 2010 год
| дата            | место                                      | акция | пострадавшие                                                  | организация                                                    |
| --------------- | ------------------------------------------ | --- | ------------------------------------------------------------- | -------------------------------------------------------------- |
| 15 июня 2010    | Хевронское нагорье                         | Из засады обстрелян автомобиль израильской полиции на шоссе № 60 (юг Хевронского нагорья). За две недели до теракта 6-летней дочери главы террористов удалили опухоль в глазу. Операцию в иерусалимской больнице «Адаса» «оплатила израильская благотворительная организация». | 1 (старшина полиции Йегошуа (Шуки) Софер (39)) убит, 2 ранены | Бригады мучеников аль-Аксы (ФАТХ) взяли ответственность; ХАМАС |
| 31 августа 2010 | Западный берег, близ поселения Кирьят-Арба | Расстрел автомашины. Акция произошла непосредственно перед возобновлением прямых переговоров в Вашингтоне между Израилем и ПНА. | 4 погибших, в том числе 2 женщины                             | ХАМАС                                                          |

### 2011 год
| дата               | место     | акция | пострадавшие                 | организация |
| ------------------ | --------- | --- | ---------------------------- | ----------- |
| 23 марта 2011 года | Иерусалим | Взрывное устройство было заложено рядом с автобусной остановкой. Около трёх часов дня по местному времени в среду, 23 марта, бомба была приведена в действие в тот момент, когда к остановке подъехал автобус маршрута 74. | 1 погибший, более 50 раненых | ХАМАС       |

### 2014 год
| дата              | место     | акция                                                                      | пострадавшие | организация |
| ----------------- | --------- | -------------------------------------------------------------------------- | ------------ | ----------- |
| 12 июня 2014 года | Гуш-Эцион | Похищение и убийство израильских подростков на Западном берегу реки Иордан | 3            | ХАМАС       |

### 2016 год
| дата             | место     | акция               | пострадавшие           | организация |
| ---------------- | --------- | ------------------- | ---------------------- | ----------- |
| 8 июня 2016 года | Тель-Авив | Теракт в Тель-Авиве | 4 погибших, 20 раненых | ХАМАС       |

## 2020-е

### 2023 год
| дата           | место                                  | акция                            | пострадавшие                                   | организация |
| -------------- | -------------------------------------- | -------------------------------- | ---------------------------------------------- | ----------- |
| 7 октября 2023 | Юг Израиля, граничащий с сектором Газа | Вторжение ХАМАС в Израиль (2023) | 1300+ погибших, 3000+ раненых, 250+ заложников | ХАМАС       |

## Убитые в результате терактов по годам
14 декабря 2011 года, к 24-летию со дня основания военного крыла Бригады «Изз ад-Дин аль-Кассам», ХАМАС опубликовал отчётные данные о «достижениях в борьбе с сионистским врагом».
Согласно приведённым данным, за эти годы проведено 1117 акций, 87 из них совершены террористами-смертниками. В терактах погибли 1365 израильтян и 6411 были ранены. По Израилю выпущены 11093 ракеты. 1848 шахидов «принесли себя в жертву ради достижения целей ХАМАС».
Наибольшее число жертв террористических актов, организованных ХАМАС, приходится на период Интифады Аль-Аксы с октября 2000 года по март 2004. За этот период ХАМАС осуществил 425 теракта, в которых погибли 377 израильтян и ещё 2076 человек получили ранения.
| Год   | Погибших[уточнить] |
| ----- | ------------------ |
| 1994  | 38                 |
| 1995  | 10                 |
| 1996  | 59                 |
| 1997  | 24                 |
| 2001  | 78                 |
| 2002  | 141                |
| 2003  | 89                 |
| 2004  | 31                 |
| 2005  | 10                 |
| Всего | 480                |